# Cédric Noger
Cédric Noger (17 maggio 1992) è un ex sciatore alpino svizzero.

## Biografia
Gigantista puro attivo dal novembre del 2007, Cédric Noger ha esordito in Coppa Europa il 30 gennaio 2014 a Crans-Montana, senza qualificarsi per la seconda manche, e in Coppa del Mondo il 16 dicembre 2018 in Alta Badia, senza completare la prova; ha colto la prima vittoria in Coppa Europa (nonché primo podio) il giorno successivo ad Andalo/Paganella, il miglior risultato in Coppa del Mondo il 9 marzo 2019 a Kranjska Gora (4º) e la seconda e ultima vittoria (nonché ultimo podio) in Coppa Europa il 3 dicembre 2021 a Zinal. Ha preso per l'ultima volta il via in Coppa del Mondo il 12 marzo 2022 a Kranjska Gora, senza qualificarsi per la seconda manche, e si è ritirato al termine della stagione 2024-2025: la sua ultima gara in carriera è stato uno slalom gigante FIS disputato ad Arber il 16 marzo. Non ha preso parte a rassegne olimpiche o iridate.

## Palmarès

### Coppa del Mondo
- Miglior piazzamento in classifica generale: 65º nel 2019

### Coppa Europa
- Miglior piazzamento in classifica generale: 13º nel 2019
- 2 podi:
  - 2 vittorie

#### Coppa Europa - vittorie
| Data             | Località         | Paese    | Specialità |
| ---------------- | ---------------- | -------- | ---------- |
| 17 dicembre 2018 | Andalo/Paganella | Italia   | GS         |
| 3 dicembre 2021  | Zinal            | Svizzera | GS         |

Legenda:

GS = slalom gigante

### Far East Cup
- Miglior piazzamento in classifica generale: 9º nel 2018
- 5 podi:
  - 3 vittorie
  - 1 secondo posto
  - 1 terzo posto

#### Far East Cup - vittorie
| Data             | Località | Paese         | Specialità |
| ---------------- | -------- | ------------- | ---------- |
| 15 dicembre 2017 | Songhua  | Cina          | GS         |
| 16 dicembre 2017 | Songhua  | Cina          | GS         |
| 9 gennaio 2018   | High1    | Corea del Sud | GS         |

Legenda:

GS = slalom gigante

### Campionati svizzeri
- 2 medaglie:
  - 1 oro (slalom gigante nel 2019)
  - 1 bronzo (slalom gigante nel 2013)